# Maximator
Maximator (nach einer Biersorte der Augustiner Brauerei) ist der interne Name eines Geheimdienstverbundes zwischen den Geheimdiensten von Dänemark, Deutschland, Frankreich, den Niederlanden und Schweden, vergleichbar mit den Five Eyes. Er wurde 1976 auf Initiative des dänischen Geheimdienstes gegründet und operierte seitdem weitestgehend unentdeckt. Wichtigstes Werkzeug bei der Aufklärung und Entschlüsselung war der Verkauf von Chiffriergeräten mit schwachen Verschlüsselungsmethoden. Dies erfolgte über die Crypto AG, welche im Geheimen dem BND und der CIA gehörte.
International wurde Maximator von The Register und Bruce Schneier thematisiert.

## Entstehung
Maximator wurde 1976 auf Initiative von Dänemark mit Schweden und Deutschland gegründet. Die Niederlande schlossen sich 1978 sowie Frankreich 1985 an.

## Aktivitäten
Bislang sind nur Aktivitäten des niederländischen Arms TIVC (früher Technisch Informatie Verwerkingscentrum heute Joint Sigint Cyber Unit) bekannt, wobei im Wesentlichen Amtshilfe für den GCHQ im Falklandkrieg bei der Entschlüsselung des argentinischen Funkverkehrs geleistet wurde.
Auf Drängen der CIA wurde der Verkauf von kompromittierten Chiffriergeräten der niederländischen Firma Philips an die Türkei gegen den Willen des BND und des TIVC durchgesetzt.
Der Dienst unterhielt eine Bodenstation in der Karibik auf Curaçao, die den Funkverkehr von Kuba und Venezuela überwachte und entschlüsselte.